# گئورگی براندابورا
گئورگی براندابورا (رومانیایی: Gheorghe Brandabura; ۲۳ فوریهٔ ۱۹۱۳ – نامشخص) بازیکن فوتبال اهل رومانی بود.
وی همچنین در تیم ملی فوتبال رومانی بازی کرده‌است.